# Manuel Namuncurá

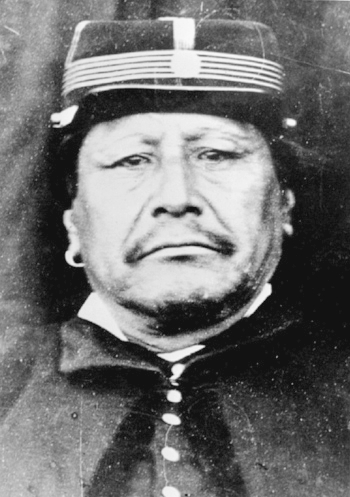
Manuel Namuncurá

Manuel Namuncurá (1811 - 1908), cujo sobrenome no idioma mapudungun significa "Pé de Pedra" (namun = pé, cura = pedra) foi um cacique originário da nação mapuche filho do célebre cacique Calfurucá, e pai do Beato Zeferino Namuncurá (1883-1905).

## Nascimento e sucessão de Juan Calfucurá
Manuel Namuncurá nasceu em data incerta, no ano de 1811, em território chileno e viveu várias décadas como nômade. Seu pai, o lonko (nome mapuche dado ao cacique) Calfucurá (em mapudungun "Pedra Azul"), havia acatado o chamado do General Juan Manuel de Rosas, em 1830, na luta do governo federal contra os índios boroanos. Fez-se um pacto pelo qual Calfucurá reconhecia a soberania da Nação Argentina sobre toda a Patagônia em troca de uma patente de coronel, além do recebimento anual de uma quota de cavalos, eguas, tacabo, roupas e erva mate. Calfucurá, por sua vez, comprometeu-se a cuidar da fronteira oeste, impedindo invasões indígenas provindas do Chile.
Entre 1830 e 1835, Namuncurá viveu com seu pai na localidade de Chillué ou Chillihué, (que significa, e acordo com o então deputado Estanislao Zeballos, "Nova Chile") sede daquela que chamou-se de "Confederação das Salinas Grandes", na região pampeana de Salinas Grandes. Tal Confederação abarcaba aproximadamenbte 40 mil hectares, distribuídos através do centro e do leste da Província de La Pampa e do oeste da província de Província de Buenos Aires. Participou da Batalha de Monte Caseros, em 3 de fevereiro de 1852, que culminou com a queda do General Juan Manuel de Rosas, e levou à ascensão do General Justo José de Urquiza (que representava os interesses das províncias do interior argentina, confrontando-se com os interesses da capital, Buenos Aires).
Em 1854, para conseguir cair nas graças do General Urquiza, enviou seu filho Namuncurá à cidade de Paraná, (Província de Entre Ríos), onde foi batizado e recebeu o nome cristão de Manuel, tendo por padrinho o próprio Gereral Justo José de Urquiza. Quando Calfucurá morreu, em 4 de junho de 1873, os 224 chefes indígenas mapuches da "Confederação das Salinas Grandes" se reuniram para eleger seu sucessor. Apesar de não ser o filho mais velho, o escolhido foi Manuel Namuncurá, que então já contava com 62 anos de idade.

## Resistência e rendição
Manuel Namuncurá resistiu como pode ao avanço do exército argentino, apesar de sempre buscar a paz com o governo nacional. Em 1875 organizou um grande saque através da província de Buenos Aires, com lamentável saldo de destruição e morte. Sua explicação era sempre a mesma: que os militares entravam em seu território e lhes roubavam, ou que o General Rivas ficava com os bens que lhes correspondiam pelos tratados com o governo.
Em 23 de abril de 1876, Adolfo Alsina ocupou Carhué, lugar onde os nativos matinham seus cavalos, organizavam-se e se reuniam. A partir dessa vitória, os militares começaram a cavar um fosso para impedir que os indígenas passassem. Apesar disso, Adolfo Alsina reconhecia que os nativos agiam mal apenas para poder sobreviver.
No entanto, a situação agravou-se para os nativos quando Alsina morreu, em 1877, e foi substituído por Julio Argentino Roca, que decidiu-se por uma guerra ofensiva para poder apoderar-se de todo o território mapuche conhecida por Campanha do Deserto. Em 1879 os militares tomaram os territórios indígenas e os sobreviventes abandonaram as planícies e fugiram para a cordilheira.
A partir de 1879, Manuel Namuncurá andou errante, escondendo-se também ele nas cordilheiras por aproximadamente cinco anos até que, em 1884, com pouco mais de 200 homens esgotados, tomou uma decisão: seguindo os conselhos do padre salesiano Domingo Milanesio, a fim de poupar a vida dos poucos nativos que haviam resistido, Namuncurá rendeu-se e recebeu a patente de coronel.
Viajou então para Buenos Aires, a fim de plantear uma parte ao menos das terras que um dia lhe pertenceram. No entanto, só permitiram a sua agrupação habitar um pequeno território junto ao Rio Negro, chamado Chimpay, onde por fim se instalaram.

## Legado familiar e morte
Manuel Namuncurá teve 12 filhos, sendo Zeferino Namuncurá o sexto deles, nascido em 1886. Faleceu em San Ignácio (Província de Neuquén, Argentina), aos 31 de julho de 1908 - três anos após Zeferino - aos 97 anos de idade.